# Пюсся
Пюсся (ест. Püssä) — село в Естонії, входить до складу волості Риуге, повіту Вирумаа. У 2018 році число жителів села склало 23 людини